# Kateríni
Kateríni (görögül Κατερίνη, korábbi neve: Αἰκατερίνη – Ékateríni; "Catherine"); város Közép-Görögországban. Pieria tartomány székhelye.
A Pieríai-síkságon, az Olümposz (Olympos) hegy és az Égei-tenger Thermaikos öble között fekszik, 14 m tengerszint feletti magasságban. A település – amely Görögország legfiatalabb városainak egyike – népessége 82 971 fő (2021. évi adat).
Mind a görög, mind a külföldi turisták körében népszerű idegenforgalmi célpont, mivel Kateríni csupán 7 km-re fekszik a tengerparttól (Paralia) és számos történelmi emlékhely is található a közelében:
- Dion városa (i. e. 5. század) 17 km-re
- Litóchoro és az Olümposz (Olympos), az Istenek hegye 17 km-re
- Platamonas vára (Bizánc) 36 km-re

## Történelem
A modern várost valószínűleg a török megszállás idején alapították (4 évszázados oszmán uralom után a görög szabadságharcban kilenc év alatt (1821–1830) vívták ki az ország függetlenségét), azonban már mind a 13. századi útleírásokban, mind a korabeli térképeken feljegyzésre került ezen a területen egy korábbi település, Hatera (Ἅτηρα). Kateríni neve ezen település elnevezéséből is eredeztethető. Félix de Beaujour francia diplomata „Katheri”-ként említi, míg François Pouqueville „Kateri Hatera”-ként jegyezte fel a török megszállás idején. Másik teória szerint Kateríni egy kis, Szent Katalinnak (görögül: Ékateríni) állított kápolna után kapta a nevét a 19. század elején. A legutóbbi hipotézis szerint „Ékateríni”-ként vagy „Agia Aikaterini”-ként nevezték a települést és a hivatalos használat során alakult Katerínivé a 20. század elején.
Az útleírások szerint a város népessége 4-5 ezer fő volt a 19. század fordulóján, többségük görög nemzetiségű. 1806-ban, William Martin Leake 100 háztartást jegyzett fel, míg 4 évvel később Daniel 140-et; a 19. század második felére ez a szám 300 körül állandósult. 1900-ban 2070 görög ortodox és 600 muszlim lakost jegyeztek fel.
A várost 1912-ben elfoglalta a 7. görög gyalogos hadosztály az első Balkán-háború során és azóta újra Görögország része. A török–görög lakosságcsere következtében (1923) a török lakosok elhagyták a várost és sok görög menekült érkezett a városba, különösen Kelet-Trákiából és görög evangélikusok Kis-Ázsiából. Ezzel majdnem duplájára emelkedett a népesség. (1920. év: 5540 fő, 1928. év: 10 138 fő)

## Gazdaság

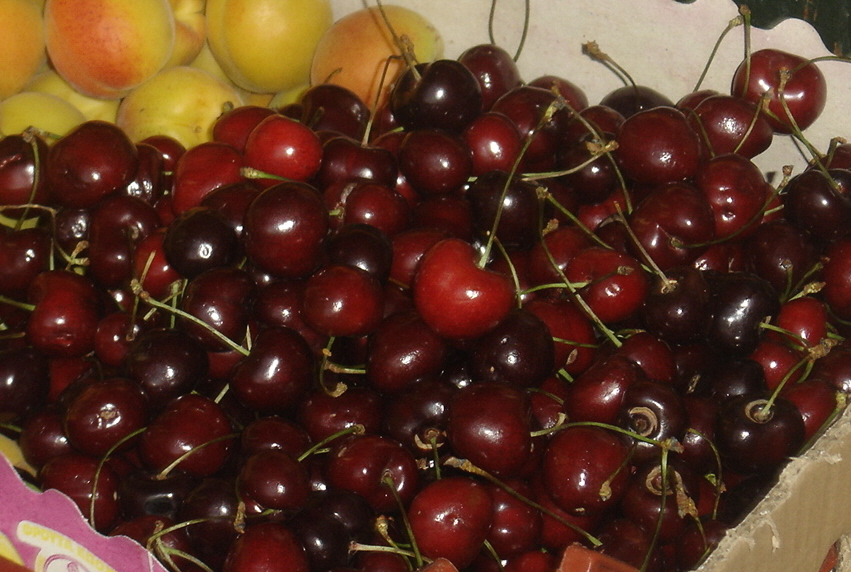
Cseresznye egy élelmiszerboltban, Kateríni

Kateríni sík vidéken fekszik, lakosai nagyrészt mezőgazdasági termeléssel foglalkoznak. A 2000. évi adat szerint 26 775 fő dolgozott a tartományban a mezőgazdaságban. Kiterjedt kivi- és dohányültetvényeket találunk a város körül.
A város fenntartásában a másik legjelentősebb gazdasági ágazat a turizmus. Kateríni népszerű idegenforgalmi célpont mind a görög, mind a külföldi turisták körében. Kateríniben és körzetében (leginkább Paralián és Olympic Beachen) több, mint 230 hotel található, több, mint 8600 vendégággyal és számos tavernát, kávéházat, bárt találnak az ide látogatók.
A téli idegenforgalom  is fejlődésnek indult a városban és körzetében, az elatochori sícentrum megépítésének köszönhetően.

## Közlekedés
A régió nemzetközi repülőtere Szalonikiben van. A Görögország fővárosát, Athént Szalonikivel és Macedóniával (Macedón Köztársaság, Evzoninál) összekötő A1. autópálya (Görögül: Αυτοκινητόδρομος 1) és a Pireusz–Plati (Athén–Szaloniki) vasútvonal halad el Kateríninél. (Thesszália legnagyobb városa, Lárisza is elérhető Kateríniből vasúton.)
A KTEL busztársaság távolsági buszaival juthatunk el Kateríniből mind a tengerpartra (Paralia), mind az ország más régióiba (Athén, Szaloniki, Elassona, Alexandreia stb.). Paralia Kateriniben (7 km-re Katerínitől) – elsősorban halászhajókat fogadó – kis kikötővel rendelkezik.

## Vallás
A görög polgárok életében rendkívül nagy szerepet játszik a vallás. Agathonikos, a görög ortodox egyház pravoszláv püspöke székel Kateríniben: Kitros, Kateríni és Platamonas püspökének 16 gyülekezete van Kateríni városán belül. Egy réginaptári ortodox templom is található a városban. Kateríniben a kis-ázsiai görög menekültek letelepedésének köszönhetően viszonylag nagy protestáns közösséget találunk. A görög evangélikus egyháznak mintegy 1100 követője él a településen; mellettük más protestáns felekezetek is fellelhetőek a városban. Mára a protestáns közösség teljesen beintegrálódott a város életébe, de a múltban rendszeresen kiéleződött a felekezeti feszültség az evangélikus gyülekezet és a görög ortodox közösség között. (1930-ban a görög ortodox tömeg felgyújtotta az evangélikus egyház templomát Kateríniben.)

## Sport
Kateríni két futball csapatnak, a görög másodosztályban szereplő Pierikos FC-nek és a görög harmadosztályban játszó Vataniakos FC-nek ad otthont.

## Testvérvárosai
- Čačak, Szerbia
- Moosburg, Ausztria
- Maintal, Németország
- Szurgut, Oroszország

## Fordítás
- Ez a szócikk részben vagy egészben  a   Katerini című angol Wikipédia-szócikk fordításán alapul.  Az eredeti cikk szerkesztőit annak laptörténete sorolja fel. Ez a jelzés csupán a megfogalmazás eredetét és a szerzői jogokat jelzi, nem szolgál a cikkben szereplő információk forrásmegjelöléseként.
- Ez a szócikk részben vagy egészben  az   Elatochori című angol Wikipédia-szócikk fordításán alapul.  Az eredeti cikk szerkesztőit annak laptörténete sorolja fel. Ez a jelzés csupán a megfogalmazás eredetét és a szerzői jogokat jelzi, nem szolgál a cikkben szereplő információk forrásmegjelöléseként.